# واد اليان (القصر الصغير)
واد اليان هي إحدى مشيخات المملكة المغربية، تتبع جغرافيا لإقليم الفحص أنجرة وإداريًا لالقصر الصغير. يقدر عدد سكانها بـ 3505 نسمة حسب الإحصاء الرسمي للسكان والسكنى لسنة 2004.